# Pietro Puzone
Pietro Puzone (Acerra, Nápoles, Italia, 1 de febrero de 1963) es un exfutbolista italiano. Se desempeñaba como mediocampista.

## Trayectoria
Puzone se formó en la cantera del Napoli. Debutó con el primer equipo en 1981, totalizando 2 presencias durante su primera temporada. El año siguiente fue cedido en préstamo al Cavese y en 1983 al Akragas. Para la temporada 1984/85 volvió al Napoli, que recién había adquirido a Maradona, del que fue amigo.
En la temporada siguiente fue cedido al Catania, disputando un buen campeonato. En la temporada 1986/87 se incorporó de nuevo al Napoli, ganando la liga y la Copa de Italia (aunque no disputó ningún partido). En 1987 fue cedido otra vez al Catania y en 1988 fue adquirido por el Spezia. Terminó su carrera en el Ischia Isolaverde, en 1990.

## Clubes
| Club                 | País   | Año         |
| -------------------- | ------ | ----------- |
| SSC Napoli           | Italia | 1981 - 1982 |
| US Cavese            | Italia | 1982 - 1983 |
| Akragas Calcio       | Italia | 1983 - 1984 |
| SSC Napoli           | Italia | 1984 - 1985 |
| Calcio Catania       | Italia | 1985 - 1986 |
| SSC Napoli           | Italia | 1986 - 1987 |
| Calcio Catania       | Italia | 1987 - 1988 |
| AC Spezia            | Italia | 1988 - 1989 |
| AS Ischia Isolaverde | Italia | 1989 - 1990 |

## Palmarés

### Campeonatos nacionales
| Título         | Club       | País   | Año         |
| -------------- | ---------- | ------ | ----------- |
| Serie A        | SSC Napoli | Italia | 1986 - 1987 |
| Copa de Italia | SSC Napoli | Italia | 1986 - 1987 |